# کی.جی.اف: بخش ۲
کی. جی. اف: بخش ۲ (به انگلیسی: K.G.F: Chapter 2) یک فیلم درام تاریخی اکشن به زبان‌های هندی و کنادا محصول سال ۲۰۲۲ به نویسندگی و کارگردانی پراشانت نیل است، که توسط ویجی کراگاندور تحت بنر هومبل فیلمز تهیه شده‌است. این فیلم به عنوان دنباله‌ای برای فیلم کی.جی.اف: بخش ۱ عمل می‌کند. یاش، سانجی دات، راوینا تاندون، سریندی شتی و پراکاش راج در این فیلم به ایفای نقش پرداخته‌اند. این فیلم داستان قاتلی به نام راکی را دنبال می‌کند که پس از تثبیت خود به عنوان پادشاه میدان‌های طلای کولار (ملقب به کی‌جی‌اف)، باید برتری خود را بر مخالفان و مقامات دولتی حفظ کند و در عین حال با گذشته خود نیز کنار بیاید.
فیلم کی. جی. اف: بخش ۲ که با بودجه ۱۰۰ کرور روپیه تولید شد، پرهزینه‌ترین فیلم کنادایی است که تا زمان خود ساخته شده‌است. نیل تکنسین‌های قبلی پروژه را حفظ کرد و بهوان گودا فیلم‌برداری را بر عهده داشت و راوی بصرور موسیقی متن و ترانه‌های فیلم را ساخت. دات و تاندون در اوایل سال ۲۰۱۹ به بازیگران پیوستند و قسمت‌هایی از فیلم پشت سر هم با بخش ۱ فیلم‌برداری شد. تصویربرداری اصلی برای بقیه سکانس‌ها در مارس ۲۰۱۹ آغاز شد، اما در فوریه ۲۰۲۰ به دلیل شهربندان اعمال‌شده در طول دنیاگیری کووید-۱۹ در هند متوقف شد. فیلم‌برداری پنج ماه بعد از سر گرفته شد و در دسامبر ۲۰۲۰ به پایان رسید و در بنگلور، حیدرآباد، میسور و کولار انجام شد.
کی. جی. اف: بخش ۲ در ۱۴ آوریل ۲۰۲۲ در نسخهٔ اصلی به زبان‌های هندی و کنادا، به همراه نسخه‌های دوبله‌شده به تلوگو، تامیل و مالایالم در هند اکران شد. همچنین این اولین فیلم سینمای کنادا است که در قالب آی‌مکس منتشر می‌شود. این فیلم نقدهای متفاوتی از سوی منتقدان دریافت کرد که کارگردانی، سکانس‌های اکشن، فیلم‌برداری و نقش‌آفرینی‌ها (به ویژه یاش، دات و تاندون) را تحسین کردند، اما سرعت فیلم و نگارش آن مورد انتقاد قرار گرفت. علاوه بر این، این فیلم دومین روز اکران پرفروش را در تاریخ فیلم هند به ثبت رساند و رکوردهای روز افتتاحیه داخلی را برای فیلم‌های کنادا، هندی و مالایالامی به نام خود ثبت کرد. این فیلم با درآمدی بین ح. ₹ ۱٬۱۰۰–۱٬۳۰۰ کرور، چهارمین فیلم هندی پرفروش تمام دوران و دومین فیلم پرفروش در هند است. دنباله‌ای در حال توسعه است.قسمت سوم فیلم کی.جی.اف:بخش۳

## طرح داستان
پس از کشتن گارودا، راکی که نامش ترس را در دل دشمنانش ایجاد می‌کند، به کمک و جنگیدن برای کسانی که در کی‌جی‌اف (KGF؛ مخففِ Kolar Gold Fields؛ به فارسی: میدان‌های طلای کولار) کشمکش می‌کنند، ادامه می‌دهد و به روحیه‌دهندهٔ آن‌ها تبدیل می‌شود. متحدانش به او به عنوان ناجی خود نگاه می‌کنند. او اکنون باید با بزرگ‌ترین دشمن خود آدهیرا روبرو شود، و دربارهٔ گذشته خود اطلاعات بیشتری کسب کند.

## بازیگران
- یاش در نقش رجا کریشناپا بیریا / راکی[۱۳]
- سانجی دات در نقش آدهیرا
- راوینا تاندون در نقش رامیکا سن (کشف نشده)، نخست‌وزیر هند در سال ۱۹۸۱
- سریندی شتی در نقش رینا دسای
- آنانت ناگ در نقش آناند اینگالاگی[۱۴]
- مالاویکا آویناش در نقش دیپا هگده، سردبیر ۲۴ / اخبار
- ساران ساکتی در در نقش آناند اینگالاگی
- آشیوت کومار در نقش گورو پندیان
- واسیستا ن. سیما در نقش کمال
- آرچانا جویس در نقش شانتانام، مادر راکی
- راماچاندرا راجو در نقش گارودا
- آویناش در نقش اندروز

## موسیقی
موسیقی این فیلم توسط راوی بصرور ساخته شده‌است. جلسات موسیقی فیلم در آوریل ۲۰۱۹ در استودیوی ضبط مجدد شده بصرور در بنگلور آغاز شد. با این حال، تولید موسیقی در اواسط مارس ۲۰۲۰ به دلیل همه‌گیری کووید ۱۹ مختل شد که در ماه مه از سر گرفته شد. پس از اتمام کار روی موسیقی و موسیقی فیلم، بصرور بعداً موسیقی و آهنگ‌ها را در اواسط سال ۲۰۲۱ ویرایش کرد. برادران نایک (لاکسمن و سندش داتا)، دو آهنگ «طوفان» و «سلطان» را ضبط کردند که در نسخه دوبله هندی فیلم استفاده شد. آنها گفتند «ما به آنجا رفتیم و او چهار آهنگ را با صدای ما به زبان‌های تلوگو و کانادا دوبله کرد. قرنطینه کووید ۱۹ اتفاق افتاد. پس از دو سال انتظار، آنها دو آهنگ را برای نسخه دوبله هندی با عنوان طوفان و ضبط کردند. سلطان و نهایی برای فیلم». حقوق صوتی برای کی جی اف بخش ۲ توسط «لاهاری موزیک» و تی-سریز به مبلغ ۷٫۲ کرور روپیه (۹۰۰۰۰۰ دلار آمریکا) خریداری شد. در ۲۱ مارس ۲۰۲۲، اولین تک‌آهنگ با عنوان «طوفان» از این آلبوم منتشر شد. این آهنگ ظهور راکی (یاش) را به عنوان ناجی مردم برده شده در معادن طلای کولار به تصویر می‌کشد. در عرض ۲۴ ساعت پس از انتشار بیش از ۲۶ میلیون بازدید داشت. در ۶ آوریل ۲۰۲۲، دومین تک آهنگ با عنوان "Gagana Nee" منتشر شد، در ۱۳ آوریل ۲۰۲۲، سومین تک آهنگ با عنوان "Sulthana" منتشر شد. در ۱۴ آوریل ۲۰۲۲، چهارمین تک آهنگ با نام "mahbobaa" منتشر شد. در ۱۶ آوریل ۲۰۲۲، سازندگان آلبوم موسیقی متن را منتشر کردند که شامل چهار آهنگ بود. در ۲۴ آوریل ۲۰۲۲، پنجمین تک آهنگ با عنوان "monster"نیز منتشر شد.

## بازاریابی
تیزر اولیه کی جی اف بخش ۲، بعد از گذشت یک سال بیش از ۲۶۶ میلیون بیننده، بیش از ۹٫۸ میلیون لایک، و بیش از ۱ میلیون کامنت داشته‌است. این تیزر به به پربیننده‌ترین و محبوب‌ترین تیزر تبدیل شد.
این تیزر ابتدا قرار بود در ۸ ژانویه ۲۰۲۱ همزمان با تولد یاش (بازیگر) (بازیگر نقش اصلی فیلم) منتشر شود. با این حال، پس از چند برش از تیزر به بیرون درز از طریق اینترنت، سازندگان از تیزر در ۷ ژانویه، قبل از راه اندازی رسمی پرده برداری کرد. سازندگان به جای انتشار تیزر به پنج زبان، آن را به عنوان یک تیزر تکی با دیالوگ‌های انگلیسی منتشر کردند. تریلر رسمی این فیلم در ۲۷ مارس ۲۰۲۲ منتشر شد و با ۱۰۹ میلیون بازدید به پربیننده‌ترین تریلر هندی در ۲۴ ساعت تبدیل شد.

## انتشار

### سینمایی
کی. جی. اف: بخش ۲ در ابتدا قرار بود در تاریخ ۲۳ اکتبر ۲۰۲۰ همزمان با جشنواره دوسهرا در سینماها اکران شود. با این حال، انتشار به دلیل دنیاگیری کووید-۱۹ در هند به تعویق افتاد. در ژانویه ۲۰۲۱، سازندگان فیلم اعلام کردند که در ۱۶ ژوئیه ۲۰۲۱ در سینما اکران خواهد شد. اما باز هم به همان دلیل به تعویق افتاد. سلول ضد دخانیات ایالت کرناتکه در ۱۱ ژانویه ۲۰۲۱ به بازیگر یاش، تهیه‌کننده ویجی کراگاندور و فیلم‌ساز پراشانت نیل، اطلاعیه‌ای ارسال کرد زیرا سازندگان فیلم پیام هشدار ضد سیگار را نشان نداده بودند، به‌ویژه در سکانس‌هایی که شامل سیگار کشیدن یاش است. طبق قانون، هشدارهای ضد سیگار باید نمایش داده شود تا طرفداران از تقلید آن جلوگیری کنند. در ۲۲ اوت ۲۰۲۱، تاریخ انتشار جدید ۱۴ آوریل ۲۰۲۲ اعلام شد. این فیلم به زبان اصلی هندی و کنادایی و با نسخه‌های دوبله‌شده به زبان‌های تلوگو، هندی، تامیل و مالایالام منتشر شد. این نخستین فیلم کنادایی است که در یونان و کره جنوبی اکران می‌شود، و همچنین نخستین فیلم کنادایی است که در قالب آی‌مکس منتشر می‌شود. همچنین این اولین فیلم کانادایی است که در کره جنوبی اکران می‌شود.

### رسانه خانگی
شرکت سرگرمی زی حقوق ماهواره‌ای نسخه‌های کنادا، تلوگو، تامیل و مالایالام را به دست آورد. سونی مکس حقوق ماهواره‌ایِ نسخهٔ هندی را به دست آورد. حقوق پخش دیجیتالی فیلم برای هر پنج زبان به آمازون پرایم ویدئو فروخته شد. در ۱۶ مهٔ ۲۰۲۲، پرایم ویدئو اعلام کرد که این فیلم اکنون به هر پنج زبان برای «دسترسی زودهنگام»» با ۱۹۹ روپیه در فروشگاه اینترنتی آمازون در هند برای مشتریان اصلی و غیر اصلی در دسترس است. این فیلم به صورت دیجیتالی در پرایم ویدئو از ۳ ژوئن ۲۰۲۲ به زبان کنادا و نسخه‌های دوبله‌شده به زبان‌های هندی، تامیل، تلوگو و مالایالام پخش شد. نسخهٔ اصلی این فیلم به زبان کنادایی در ۲۰ اوت ۲۰۲۲ در تلویزیون زی کنادا به نمایش درآمد. نسخه تلوگو در ۲۱ اوت ۲۰۲۲، و نسخه تامیل در ۳۱ اوت ۲۰۲۲ به نمایش درآمدند و نسخه هندی برای انتشار در ۱۸ سپتامبر ۲۰۲۲ در سونی مکس برنامه‌ریزی شد.

## بازخورد
کی. جی. اف: بخش ۲ پاسخ‌های انتقادی ضد و نقیضی از سوی منتقدان دریافت کرد، و در زمینه‌های مختلف مورد تحسین و نقد قرار گرفت. در وبگاه جمع‌آوری نقد راتن تومیتوز، ٪۴۶ از ۱۳ بررسی منتقدان مثبت است و میانگینِ امتیاز آن ۵٫۵/۱۰ است.
به نقل از پایگاه خبری EastMojo (یک رسانه خبری دیجیتال از شمال شرقی هند): کی جی اف بخش ۲ در داستان سرایی خود بی‌امان است. برای فیلمی که ۱۶۸ دقیقه است، حتی یک لحظه کسل کننده وجود ندارد. سرعت روایت به‌طور مداوم سرسام آور است اما به بینندگان زمان کافی برای جذب محتوای نمایش داده شده می‌دهد. مخاطب فکر می‌کند که ممکن است در نیمه دوم سرعت کمی پایین بیاید، همان‌طور که در اکثر فیلم‌ها مرسوم است، اما هرگز این اتفاق نمیوفتد. داستان آنقدر متراکم است و آنقدر عناصر، پیچش‌ها و احساسات و درام نهفته‌است که اشتباه نیست اگر بگوییم مواد کافی برای پیشبرد سه فیلم دارد.
کارگردانی پراشانت نیل استادانه است. هر سکانسی به خودی خود مانند یک فیلم کوتاه به نظر می‌رسد زیرا به آرامی شروع می‌شود، شتاب بیشتری می‌گیرد و تا زمانی که به نقطه اوج خود می‌رسد به اوج می‌رسد و با رها شدن دلخواه از تنش و هیجان برای مخاطب به پایان می‌رسد. این جنبه از فیلم برای همه سکانس‌ها مشترک است، خواه رد و بدل‌های ساده، نمایش‌های دراماتیک یا سکانس‌های اکشن پیچیده. سکانس‌ها به گونه‌ای طراحی و اجرا شده‌اند که به ارائه دیداری و شنیداری اجازه می‌دهد تا آخرین اونس ماچیسمو را از قهرمان و بسیاری از آنتاگونیست‌ها شیر دهد. نتیجه فیلمی است که هزاران دلیل برای شادی در زمان اجرا به شما می‌دهد.
به نقل از «تایمز آف ایندیا»: داستان با سرعتی سریع و هیجان انگیز از سفر راکی به قله پیش می‌رود. فیلم، مانند قسمت اول، دنیایی تاریک و ترسناک را ارائه می‌کند که شیک فیلم‌برداری شده‌است. در حالی که قسمت اول برای اثبات اینکه قهرمان داستان کیست زمان بیشتری را صرف کرد و زمان بیشتری را برای تثبیت آن در نظر گرفت، این قسمت دوم سریع‌تر حرکت می‌کند و شخص با شخصیت‌های بیشتری آشنا می‌شود. درگیری‌ها و جنگ‌ها این بار جالب تر است. این فیلم می‌تواند جنبه احساسی راکی را نیز با داستانی عاشقانه و حتی نگاه‌هایی اجمالی به زندگی گذشته‌اش نشان دهد که به جاه‌طلبی او دامن زد. داستان عشق هم چیز زیادی از داستان کم نمی‌کند. یکی از بهترین نماهای فیلم، معرفی آدهیرا با بازی سانجی دات است. این یک جادوی خالص روی صفحه است و به‌طور ارگانیک سوت‌ها را تداعی می‌کند. راوینا تاندون به عنوان نخست‌وزیر نیز مسیر خوب و جذابی در ایفای نقش خود دارد.

## آینده
در صحنه پایانی فیلم، سکانسی وجود دارد که به ادامهٔ فیلم بخش ۳ اشاره می‌کند. در ماه آوریل ۲۰۲۲، کارتیک گودا، تهیه‌کننده عملکرد، گفت که در حال حاضر ادامه در حال توسعه است و پیش‌تولید آن آغاز می‌شود. یاش در مصاحبه ای با مجله ورایتی اظهار داشت که او و نیل برخی از صحنه‌های اکشن را برای بخش ۳ طراحی کرده‌اند.